# Live in Tokyo (Mastermind)
Live in Tokyo is een livealbum van Mastermind. Het verscheen op hun toenmalige platenlabel Cyclops Records als een "Special limited collectors edition". De oplage was 1000 stuks, meestal verkocht tijdens de concerten. De muziekgroep had weer alles zelf in de hand. Muzikaal kon de band zich meten met welke band binnen de progressieve rock dan ook, doch de zang is ook op dit album matig.  

## Musici
- Bill Berends – gitaar, gitaarsynthesizer, zang
- Rich Berends – slagwerk, percussie
- Phil Antolino – basgitaar, midi-baspedalen

## Muziek
| Nr. | Titel                    | Duur  |
| --- | ------------------------ | ----- |
| 1.  | Child of technology      | 5:44  |
| 2.  | On the wings of Mercury  | 3:33  |
| 3.  | Tiger! Tioger!           | 3:27  |
| 4.  | Tidings of battle        | 4:43  |
| 5.  | A call to arms           | 4:54  |
| 6.  | The ride of the Valkyrie | 5:14  |
| 7.  | Brainstorm               | 23:59 |
| 8.  | Jubilee                  | 10:05 |
| 9.  | Too much to ask for      | 7:30  |